# Руке (албум)
Руке је трећи соло албум Дарка Рундека. Албум садржи 12 песама од којих су хитови насловна нумера, Македо и Иста слика.
Албум је до краја 2002. године продат у 1950 примерака.

## Позадина
Након слабог успеха претходног албума, Рундек издаје збирку песама. Крајем септембра 2001. учествовао је у пројекту The Velvet Bananas са Гилетом из Електричног оргазма, Зораном Предином из Лачног Франца и другим певачима.
У години изласка албума, Рундек је учествовао на tribute албуму посвећен Милану Младеновићу са обрадом песме Она се буди. Поред тога, кратко је сарађивао са денс певачицом Иваном Бркић.

## О албуму
Албум је најављиван још 2001. године на Exit фестивалу као "мање литераран", да би наредне године признао да је првобитни назив био „Барбарство пијанца”.
Албум је изашао септембра 2002. године у издању Менарт-а (хрватско тржиште), Метрополис рекордс-а (југословенско тржиште) и две године касније у издању куће Пирана из Немачке.
Албум је праћен спотовима за песме Македо, Иста слика и Руке.
Ремастеризована верзија је изашла на ЦД-у и плочи октобра 2022. 2023. године је освојио награду Порин.

## Списак песама
| №   | Назив                            | Трајање |  |
| 1.  | La Comédie Des Sens              | 5:50    |  |
| 2.  | Иста слика                       | 4:11    |  |
| 3.  | Куба                             | 5:45    |  |
| 4.  | Млин тема                        | 0:59    |  |
| 5.  | Македо                           | 4:17    |  |
| 6.  | Руке                             | 5:20    |  |
| 7.  | Сјај што издаје                  | 5:41    |  |
| 8.  | Сањам                            | 5:08    |  |
| 9.  | Тигидиги реге                    | 4:24    |  |
| 10. | Стојим и гледам се како постојим | 6:32    |  |
| 11. | Ти и ја                          | 4:19    |  |
| 12. | Млин реге                        | 7:23    |  |

### Бонус (југословенско издање)[15]
| №   | Назив                    | Трајање |  |
| 12. | Куба - Technicolor Remix | 6:27    |  |
| 13. | Македо - Balkan Version  | 4:27    |  |
| 14. | Untitled II              | 3:33    |  |

## Постава
- Аранжман: Душан Вранић, Ђани Перван

## Критика
Хрватски Вјесник је писао да се Рундек у загребачкој Творници културе са радикално другачијим репертоаром и новим музичким сарадницима из Париза са којима је снимио последњи албум „Руке“. Склонивши се импровизацији из унапред аранжираних песама, показали су пре свега задовољство у заједничком свирању са врло јасним померањем од сваке конвенције.
Јутарњи лист је писао да је звук који је другачији од оног на који нас је до тада навикао: ритам показује велику разноликост традиционалних удараљки стављајући уобичајени рок стил у други план, хармоника се појављује тамо где су место имали дувачи, атмосфера је веома топла, скоро да се придружује акустици кафе-концерта, величанствено укључује праве атмосферске звуке. У даљем извештају се писало да су понуђени наслови су моћни хитови, на раскршћу шансоне и светске музике. Такође се писало да је овај албум креативни врхунац Рундека и наставља оно што је било у клицама Хаустора 80-их година 20. века.
Ријечки Нови лист је писао да се концерт одвијао на ивици експерименталне музике, са величанственим импровизацијама, електронским луповима и елементима џеза који су Рундека однели у простор прилично далеко од његове уобичајене позиције: несумњиво, изузетно храбар и оригиналан.
Златко Гал је у својој рецензији за Слободну Далмацију писао о Рундековом трансжанровском искуству, тачније о мешавини мотива са Балкана, Истока и Кариба. Гал се такође осврнуо на садржај самог албума.
Вечерњи лист је Рундека прогласио „трубадуром трећег света”, додајући да улажени напор није повремено резултирао интригантним звучним сликама, које се не могу свести само на збир лако препознатљивих образаца јер је у коначном хибриду остао јасан печат Рундековог ауторства.
Портал Монитор је писао да је Рундек кроз стиховну конструкцију, начин певања и мелодијама приближио Балашевићу, додајући да је албум мало пресугестиван, а кад би се скратио за три сувишне песме ни не би било предугачко.
Време је писало да Руке садрже довољан број раније познатих елемената Рундекове поетике да би му обезбедили такозвани значајан комерцијални успех, додајући да је албум чисто европски, без икаквих америчких утицаја.
Хрватски портал Music Box је за рецензију поводом реиздања написао да Рундек понекад није у стању да вокално дочара шарм појединих деоница, а његово певање на француском и шпанском помало личи на Штулићеве енглеске вратоломије. За разлику од Џонија, Дарко то ради умерено. За неке је то магично. То свакако није дијалект или акценат који ће разумети слушалац чији је матерњи језик, али мислим да то није био ни циљ аутора.

## Занимљивости
Песма "Тигидиги реге" је поново издата под називом "Тамни јоргован" октобра 2017.

## Топ листе

### Недељна листа
| Листа | Највиша позиција |
| ----- | ---------------- |
| IPS   | 8                |

| Листа     | Највиша позиција |
| --------- | ---------------- |
| ХР Топ 40 | 1                |

### Месечна листа
| Листа | Највиша позиција |
| ----- | ---------------- |
| ХДУ   | 2                |